# Satchelliella pilularia
Satchelliella pilularia är en tvåvingeart som först beskrevs av Tonnoir 1940.  Satchelliella pilularia ingår i släktet Satchelliella och familjen fjärilsmyggor. Inga underarter finns listade i Catalogue of Life.